# Водяний кінь: Легенда глибин
Водяний кінь: Легенда глибин (англ. The Water Horse: Legend of the Deep)  — американська сімейна кінодрама 2007 року, режисером якої виступив Джей Расселл. Сюжет базується на книзі англійського дитячого письменника Діка Кінг-Сміта, автором сценарію є Роберт Нелсон Джейкобс. У головних ролях знялися Алекс Ітел, Емілі Вотсон та Бен Чаплін. У США кінофільм було презентовано 25 грудня 2007 року.
Зйомки кінофільму відбувалися в Новій Зеландії, Шотландії та на студії Мірамар у Веллінгтоні.
За словами акторки дубляжу Катерини Брайковської у 2006 році було дубльовано цей фільм для кінопрокату у якому вона продублювала головну роль, однак з невідомих причин фільм так і не вийшов в український кінопрокат (в інтерв'ю Брайковська називає фільм «Мій домашній динозавр»); станом на 2022 рік це дубляж українською мовою, цього фільму вважається втраченим.

## Сюжет
У сучасній Шотландії чоловік розповідає двом американським туристам про події 65-річної давності.
У 1942 році хлопчик Ангус МакМорроу, що одночасно захоплювався й боявся озера, біля якого він мешкав, знайшов у воді дивовижне яйце. Він забрав його до майстерні свого батька, що пішов на війну. Вночі з яйця вилупилася дивна істота, що багато їла (й швидко набирала в вазі) і дуже полюбляла воду.
Із запізненням на два дні в містечко завітав працівник Люїс Мубрі, що має ремонтувати будинок. Ангус показав йому свою істоту, яку назвав Крузо (на честь Робінзона Крузо). Мубрі впізнав в Крузо водяного духа, про якого йому розповідав дядько в дитинстві. Мубрі пообіцяв не розповідати матері Ангуса про Крузо.
У палаці, в якому мешкала родина МакМорроу, розташувалися офіцери й капітан Гамільтон (він пишається тим, що перебуває на передовій, хоча батько навмисно надіслав його якомога далі від бойових дій). Гамільтон бачив, що шотландець Мубрі негативно впливає на Ангуса й хотів виховати з нього вірного англійського солдата. Та замість сумлінного виконання своїх обов'язків, хлопець тікав до озера, де розмістився Крузо після того, як перестав влазити до ванної кімнати чи басейну. Одного дня Крузо катав Ангуса на своїй шиї, демонструючи не тільки наземну частину озера, але і його глибини.

Крузо у ванній кімнаті (кадр із х/ф)

Кухар полку побачив, що хлопець проводить час біля озера й доповів про це Гамільтону. Англійський капітан вирішив продемонструвати міць свого полку, стріляючи по озеру, що дуже налякало Крузо.
У містечку пішли чутки про дивовижну водяну істоту. Двоє рибалок упіймали його на гачок, та змушені були відпустити здобич, аби та не потопила їх. Після цього вони зробили фальшиву фотографію, щоб розповісти про свою пригоду на озері світові.
Солдат з полку й кухар відправилися вночі на озеро, щоб упіймати тварину. Крузо перекинув їх човен, після чого на землю відправили повідомлення, що з озера на них напали. Гадаючи, що це напад німецьких військ, Гамільтон надав наказ готуватися до обстрілу озера й підняти сітку проти підводних човнів.
Ангус вирішив зупинити Крузо, що загрожував солдатам. Мати й Гамільтон побачили, що Крузо існує, і що Ангус ладнає із ним, тому вирішили допомогти водяному динозаврові із втечею. Ангус стрибнув на Крузо і підплив із ним до сітки, та врешті мав відпустити друга, аби той перестрибнув перепону й відплив на безпечну відстань в море.
Вранці мати повідомила синові, що його батько загинув. Після цього Крузо приплив, щоб попрощатися з Ангусом.
Чоловік сказав туристам, що він і є Ангусом, і що він більше не бачив Крузо.
Фільм закінчується кадрами, як хлопчик Вільям знайшов нове яйце водяного духа.

## У ролях
- Алекс Ітел  — Ангус МакМорроу;
- Браян Кокс  — Ангус МакМорроу у похилому віці;
- Луїс Овен Коллінс  — Ангус в дитинстві;
- Пріянка Ксі  — Керсті МакМорроу (старша сестра Ангуса);
- Емілі Вотсон  — ЕннМакМорроу (мати Керсті та Ангуса);
- Бен Чаплін  — Люїс Мубрі;
- Крейг Холл  — Чарлі МакМорроу (чоловік Енн, батько Ангуса та Керсті);
- Девід Морріссі  — капітан Гамільтон;

## Український дубляж
За словами акторки дубляжу Катерини Брайковської у 2006 році було дубльовано цей фільм для кінопрокату у якому вона продублювала головну роль, однак з невідомих причин фільм так і не вийшов в український кінопрокат (в інтерв'ю Брайковська називає фільм «Мій домашній динозавр»); на домашньому відео (DVD, Blu Ray, Vod-платформи тощо) дубляж українською мовою, цього фільму ніколи не з'являвся.

## Саундтрек

### Композиції
| #   | Назва                                                                                 | Тривалість |
| --- | ------------------------------------------------------------------------------------- | ---------- |
| 1.  | «Назад до свого коріння (Back Where You Belong) (автор композиції - Шинейд О'Коннор)» | 4:26       |
| 2.  | «Водяний кінь: головний заголовок (The Water Horse Main Title)»                       | 1:08       |
| 3.  | «Ангус годує Крузо (Angus Feeds Crusoe)»                                              | 1:59       |
| 4.  | «Ти навіть не промок (You Didn't Even Get Wet)»                                       | 2:56       |
| 5.  | «Майстерня (The Workshop)»                                                            | 2:34       |
| 6.  | «Надання імені "Крузо" (Naming Crusoe)»                                               | 3:46       |
| 7.  | «Черчілль (Churchill)»                                                                | 1:21       |
| 8.  | «Енн (Ann)»                                                                           | 1:27       |
| 9.  | «Ванна (Bathtub)»                                                                     | 2:22       |
| 10. | «Поїздка до озера Лох (Driving to the Loch)»                                          | 1:59       |
| 11. | «Біг Ангуса (Run Angus")»                                                             | 1:19       |
| 12. | «Люїс викриває Крузо (Lewis Discovers Crusoe)»                                        | 4:24       |
| 13. | «Риболов (The Fishermen)»                                                             | 1:37       |
| 14. | «Ангус на тренуванні (Angus in Training)»                                             | 2:52       |
| 15. | «Плавання (Swimming)»                                                                 | 6:33       |
| 16. | «Діти сміються (The Children Laugh)»                                                  | 2:58       |
| 17. | «Обід (The Dinner Party)»                                                             | 3:01       |
| 18. | «Ангус відправлений до своєї кімнати (Angus Sent to His Room)»                        | 2:25       |
| 19. | «Нема ніякого монстра (There's No Monster)»                                           | 2:00       |
| 20. | «Рятуючи Крузо (Saving Crusoe)»                                                       | 2:04       |
| 21. | «Сіть (The Net)»                                                                      | 4:22       |
| 22. | «Стрибок (The Jump)»                                                                  | 1:40       |
| 23. | «Кінець історії (End of the Story)»                                                   | 3:03       |
| 24. | «Сюїта морського коня (The Water Horse Suite) (автор - The Chieftains)»               | 8:08       |

## Касові збори
Касові збори становили $103,071,443 ($40,946,255 у США та $62,125,188 за кордоном).

## Кінокритика
На сайті Rotten Tomatoes кінофільм здобув рейтинг у 74 % (66 схвальних відгуків та 23 негативних). На сайті Metacritic оцінка кінофільму становить 71 % (24 відгуків).